# (5423) Horahořejš
(5423) Horahořejš est un astéroïde de la ceinture principale.

## Description
(5423) Horahorejs est un astéroïde de la ceinture principale. Il fut découvert le 16 février 1983 à l'Observatoire Kleť par Zdeňka Vávrová. Il présente une orbite caractérisée par un demi-grand axe de 2,38 UA, une excentricité de 0,16 et une inclinaison de 2,7° par rapport à l'écliptique.

## Compléments